# Acer Liquid E700
Acer Liquid E700 — смартфон компании Acer, выпущенный весной 2014 года.

## Общая информация
Работает на операционной системе Google Android 4.4.2. Предшественник этой модели — Acer Liquid E2 Duo. Liquid E700 обладает большим объёмом оперативной памяти, и, в сравнении с Liquid, поставляется с ОС Android 4.4.2. Также присутствует поддержка трёх SIM карт.

## Технические характеристики
- Класс: смартфон
- Форм-фактор: Сенсорный моноблок
  - Материалы корпуса: Софт тач пластик
- Операционная система: Android 4.4.2
- Коммуникации: GSM/EDGE 850/900/1800/1900 МГц, UMTS/HSDPA 900/2100
- Процессор: MediaTek MT6582 (1.3 ГГц) Quad-core processor (ARM Cortex A7)
- Оперативная память: 2 ГБ
- Память для хранения данных: 16 ГБ + разъем для карты памяти microSD (без горячей замены карты памяти)
- Интерфейсы: Wi-Fi, Bluetooth 4.0, универсальный разъем microUSB (USB 2.0) для заряда/синхронизации, 3.5 мм для гарнитуры
- Экран: трансфлективный IPS 5" с разрешением 1280x720 точек, автоматическая регулировка уровня подсветки
- Камера: Основная: 8 Мп с автофокусом, видео записывается в Full HD. Фронтальная: 2 Мп
- Навигация: GPS (поддержка A-GPS)
- Дополнительно: акселерометр, датчик света, сенсор приближения
- Батарея: не съемная Li-Pol емкостью 3500 мАч
- Габариты: 147 x 73 ×9.9 мм
- Вес: 155 г.